# Take a Bow (bài hát của Rihanna)
"Take a Bow" là một bài hát của nghệ sĩ thu âm người Bardados Rihanna nằm trong phiên bản tái phát hành cho album phòng thu thứ ba của cô Good Girl Gone Bad (2007) mang tên Good Girl Gone Bad: Reloaded (2008). Nó được phát hành vào ngày 15 tháng 4 năm 2008 như là đĩa đơn đầu tiên trích từ album tái bản cũng như thứ năm nếu tính cả hai phiên bản bởi Def Jam Recordings và SRP Music Group. Bài hát được đồng viết lời và sản xuất bởi Tor Erik Hermansen, Mikkel Eriksen, và Shaffer Smith dưới tên nghệ danh của họ StarGate và Ne-Yo, đồng thời cũng là những cộng tác viên quen thuộc trong sự nghiệp của Rihanna. "Take a Bow" là một bản R&B ballad kết hợp với những ảnh hưởng của dance-pop mang nội dung đề cập đến cách một cô gái thể hiện thái độ không quan tâm đến việc trở lại một mối quan hệ tình cảm với người bạn trai cũ thiếu trung thực và không chung thủy, đã thu hút nhiều sự so sánh với đĩa đơn năm 2006 của nữ ca sĩ "Unfaithful" cũng được đồng sáng tác bởi Stargate.
Sau khi phát hành, "Take a Bow" nhận được những phản ứng trái chiều từ các nhà phê bình âm nhạc, trong đó họ đánh giá cao nội dung lời bài hát và ảnh hưởng ballad mạnh mẽ của nó, trong khi số khác chỉ trích việc thiếu tính độc đáo liên quan đến quá trình sản xuất của StarGate. Tuy nhiên, bài hát đã gặt hái một số giải thưởng và đề cử tại những lễ trao giải lớn, bao gồm đề cử tại giải Sự lựa chọn của Công chúng lần thứ 35 cho Bài hát R&B được yêu thích nhất. "Take a Bow" cũng tiếp nhận những thành công lớn về mặt thương mại, đứng đầu các bảng xếp hạng ở Canada, Đan Mạch, Ireland và Vương quốc Anh, đồng thời lọt vào top 10 ở nhiều quốc gia khác, bao gồm Úc, Áo, Đức, Hà Lan, New Zealand, Na Uy và Thụy Sĩ. Tại Hoa Kỳ, nó đạt vị trí số một trên bảng xếp hạng Billboard Hot 100 trong một tuần, trở thành đĩa đơn quán quân thứ ba của Rihanna tại đây. Tính đến nay, "Take a Bow" đã bán được hơn 9 triệu bản trên toàn cầu, trở thành một trong những đĩa đơn bán chạy nhất mọi thời đại.
Video ca nhạc cho "Take a Bow" được đạo diễn bởi Anthony Mandler, trong đó Rihanna hóa thân thành một cô gái đã quyết định rời bỏ người bạn trai cũ sau khi phát hiện anh ta đã phản bội cô, xen kẽ với những cảnh nữ ca sĩ hát trong một căn phòng tối. Nó đã nhận được hai đề cử tại giải Video âm nhạc của MTV năm 2008 cho Video xuất sắc nhất của nữ ca sĩ và Đạo diễn xuất sắc nhất. Để quảng bá bài hát, Rihanna đã trình diễn "Take a Bow" trên nhiều chương trình truyền hình và lễ trao giải lớn, bao gồm Today, The View, giải Video của MuchMusic năm 2008 và giải BET năm 2008, cũng như trong nhiều chuyến lưu diễn của cô. Kể từ khi phát hành, nó đã được hát lại và sử dụng làm nhạc mẫu bởi nhiều nghệ sĩ, như Janet Kay, Taylor Swift, Alexandra Stan, Kim Tae Yeon, Samantha Jade, Charles Hamilton, AHMIR, chính tác giả của bài hát Ne-Yo và dàn diễn viên của Glee, cũng như xuất hiện trong một số tác phẩm điện ảnh và truyền hình, bao gồm EastEnders, The Game và The House Bunny.

## Danh sách bài hát
| Đĩa CD tại châu Âu 1. "Take a Bow" (bản album) – 3:50 2. "Don't Stop the Music" (Solitaire's More Drama phối lại) – 8:05 Đĩa CD maxi tại Đức 1. "Take a Bow" (bản album) – 3:52 2. "Don't Stop the Music" (Solitaire's More Drama phối lại) – 8:07 3. "Take a Bow" (không lời) – 3:53 4. "Take a Bow" (video ca nhạc) – 3:49 | EP phối lại nhạc số 1. "Take a Bow" (Seamus Haji & Paul Emanuel Club phối) – 8:34 2. "Take a Bow" (Tony Moran & Warren Rigg's Encore Club phối) – 9:18 3. "Take a Bow" (Groove Junkies MoHo Club phối) – 7:21 4. "Take a Bow" (Subkulcha Club phối) – 6:16 5. "Take a Bow" (Groove Junkies Moho Dub) – 6:41 |

## Thành phần thực hiện
Thành phần thực hiện được trích từ ghi chú của Good Girl Gone Bad: Reloaded, Def Jam Recordings.
Thu âm và phối khí
- Thu âm tại Roc The Mic Studios ở Thành phố New York, New York; Westlake Recording Studios ở Los Angeles, California; Parr Street Studios ở Liverpool.
- Phối khí tại Soapbox Studio ở Atlanta, Georgia.

Thành phần
- Rihanna – giọng hát
- Mikkel S. Eriksen, Tor Erik Hermansen, Shaffer Smith – viết lời
- Stargate, Ne-Yo – sản xuất
- Mikkel S. Eriksen – sản xuất giọng hát
- Phil Tan – phối khí
- Josh Houghkirk – hỗ trợ phối khí
- Stargate – nhạc đệm

## Xếp hạng
| Bảng xếp hạng (2008-10)                  | Vị trí cao nhất |
| ---------------------------------------- | --------------- |
| Úc (ARIA)                                | 3               |
| Áo (Ö3 Austria Top 40)                   | 6               |
| Bỉ (Ultratop 50 Flanders)                | 13              |
| Bỉ (Ultratop 50 Wallonia)                | 15              |
| Brazil (ABPD)                            | 1               |
| Canada (Canadian Hot 100)                | 1               |
| Cộng hòa Séc (Rádio Top 100)             | 15              |
| Đan Mạch (Tracklisten)                   | 1               |
| Châu Âu (European Hot 100 Singles)       | 3               |
| Phần Lan (Suomen virallinen lista)       | 17              |
| Pháp (SNEP)                              | 12              |
| Đức (Official German Charts)             | 6               |
| Hungary (Rádiós Top 40)                  | 35              |
| Ireland (IRMA)                           | 1               |
| Hà Lan (Dutch Top 40)                    | 3               |
| Hà Lan (Single Top 100)                  | 10              |
| New Zealand (Recorded Music NZ)          | 2               |
| Na Uy (VG-lista)                         | 5               |
| Bồ Đào Nha Nhạc số (Billboard)           | 6               |
| Scotland (OCC)                           | 1               |
| Slovakia (Rádio Top 100)                 | 1               |
| Hàn Quốc (Gaon International Singles)    | 13              |
| Thụy Điển (Sverigetopplistan)            | 12              |
| Thụy Sĩ (Schweizer Hitparade)            | 7               |
| Anh Quốc (OCC)                           | 1               |
| Hoa Kỳ Billboard Hot 100                 | 1               |
| Hoa Kỳ Adult Contemporary (Billboard)    | 21              |
| Hoa Kỳ Adult Pop Airplay (Billboard)     | 24              |
| Hoa Kỳ Dance Club Songs (Billboard)      | 14              |
| Hoa Kỳ Hot R&B/Hip-Hop Songs (Billboard) | 1               |
| Hoa Kỳ Pop Airplay (Billboard)           | 1               |
| Hoa Kỳ Rhythmic (Billboard)              | 7               |

| Bảng xếp hạng (2008)                     | Vị trí |
| ---------------------------------------- | ------ |
| Australia (ARIA)                         | 25     |
| Australia Urban (ARIA)                   | 9      |
| Austria (Ö3 Austria Top 75)              | 21     |
| Belgium (Ultratop 50 Flanders)           | 61     |
| Canada (Canadian Hot 100)                | 17     |
| Europe (European Hot 100 Singles)        | 23     |
| France (SNEP)                            | 62     |
| Germany (Official German Charts)         | 35     |
| Ireland (IRMA)                           | 8      |
| Netherlands (Dutch Top 40)               | 26     |
| Netherlands (Single Top 100)             | 50     |
| New Zealand (Recorded Music NZ)          | 16     |
| Norway (VG-lista)                        | 35     |
| Sweden (Sverigetopplistan)               | 74     |
| Switzerland (Schweizer Hitparade)        | 36     |
| UK Singles (Official Charts Company)     | 20     |
| US Billboard Hot 100                     | 12     |
| US Hot R&B/Hip-Hop Songs (Billboard)     | 28     |
| US Pop Songs (Billboard)                 | 6      |
| US Rhythmic (Billboard)                  | 29     |
| Bảng xếp hạng (2010)                     | Vị trí |
| South Korea (Gaon International Singles) | 20     |
| Bảng xếp hạng (2011)                     | Vị trí |
| South Korea (Gaon International Singles) | 55     |
| Bảng xếp hạng (2012)                     | Vị trí |
| South Korea (Gaon International Singles) | 81     |
| Bảng xếp hạng (2013)                     | Vị trí |
| South Korea (Gaon International Singles) | 65     |
| Bảng xếp hạng (2014)                     | Vị trí |
| South Korea (Gaon International Singles) | 79     |
| Bảng xếp hạng (2015)                     | Vị trí |
| South Korea (Gaon International Singles) | 71     |

| Bảng xếp hạng (2000-09)  | Vị trí |
| ------------------------ | ------ |
| US Pop Songs (Billboard) | 48     |

## Chứng nhận
| Quốc gia | Chứng nhận  | Số đơn vị/doanh số chứng nhận |
| --- | ----------- | ----------------------------- |
| Úc (ARIA) | 3× Bạch kim | 210.000^                      |
| Đan Mạch (IFPI Đan Mạch) | Bạch kim    | 15.000^                       |
| Pháp (SNEP) | —           | 37,050                        |
| Đức (BVMI) | Vàng        | 250.000‡                      |
| Nhật Bản (RIAJ) | Vàng        | 100.000^                      |
| New Zealand (RMNZ) | Bạch kim    | 15.000*                       |
| Hàn Quốc (Gaon Chart) | —           | 1,604,263                     |
| Anh Quốc (BPI) | Bạch kim    | 600.000‡                      |
| Hoa Kỳ (RIAA) | 4× Bạch kim | 4.000.000^                    |
| Hoa Kỳ (RIAA) Nhạc chuông | Bạch kim    | 1.000.000^                    |
| * Chứng nhận dựa theo doanh số tiêu thụ. ^ Chứng nhận dựa theo doanh số nhập hàng. ‡ Chứng nhận dựa theo doanh số tiêu thụ và phát trực tuyến. |             |                               |